# LexML
O LexML é uma iniciativa conjunta de países do sistema jurídico romano-germânico que buscam o estabelecimento de padrões abertos para intercâmbio, identificação e estruturação de informações legislativas e jurídicas, principalmente documentos oficiais.
Participam atualmente dessa iniciativa Alemanha, Brasil, Espanha, Itália, através das instituições locais, tendo como meta a convergência de padrões nacionais e a padronização internacional de alguns instrumentos, tais como URN LEX e o uso de XML na formatação de normas e no intercâmbio de seus metadados.
Uma das metas iniciais na iniciativa, posteriormente abandonada, era a padronização de uma linguagem única (denominada LexML) para a marcação de documentos normativos jurídicos de todos os países participantes. 
O nome "LexML" deriva o prefixo "lex" (lei em latim) e do acrônimo ML (do inglês Markup Language) utilizado como sufixo nos esquemas de linguagens de marcação XML.  Atualmente apenas a iniciativa LexML Brasil denomina "LexML" ao seu esquema XML. 

## Objetos e objetivos
As iniciativas LexML têm como objeto:
- documentos legislativos: Leis, Decretos,  Portarias, e outros;
- documentos jurídicos: decisoes judiciais (ex. acórdãos), súmulas, orientacoes e outros;
- bancos de dados descrevendo os documentos (repositórios de metadados);
- repositórios dos documentos em meio digital.

Elas buscam criar metodologias e convenções (incluindo padrões) consistentes para:
- formatação dos documentos;
- identificação dos documentos;
- distribuição dos documentos e seus metadados na Internet.

## Histórico
Na década de 1990 houve um grande crescimento no interesse por padrões de informações legislativas. 
Segundo Lundblad o LexML foi uma resposta ao Legal XML, para satisfazer as necessidades  européias, manifestas no "XML European conference in Berlin '01". Neste evento foi então anunciada a missão do LexML:

1. foi estabelecido para servir ao crescente interesse pela troca de informações legais. É um fórum aberto para a troca de ideias e experiências associadas a XML e padrões relacionados.
2. é um ponto de coordenação e uma força-tarefa para o desenvolvimento de estruturas padronizadas, vocabulários e ferramentas de troca de dados, bem como um modelo de dados global.
3. é uma rede de comunidades organizadas independentemente. É descentralizado, com uma "abordagem peer-to-peer".
4. pode também ser descrito como uma rede de websites interligados.

Atualmente nos países-membro o termo "LexML" identifica a comunidade de interesse no assunto "Legislação+XML". Exceto pelo Brasil, 
as iniciativas propriamente ditas recebem outros nomes (na Itália por exemplo "NIR"). Nesse sentido não existe "uma iniciativa conjunta de países…" e sim iniciativas se inspiram, de forma diversa, nas propostas do LexML.
A partir da Conferência "Law via Internet", em 2008, foram 
lançadas bases mais sólidas para a formação de uma aliança internacional em torno do LexML. Em outubro de 2009 foi submetido ao IETF o padrão URN:LEX.

## Motivações jurídicas
Os fundamentos jurídicos para que as normas sejam amplamente distribuídas em meio digital, podem ser sumarizados como se segue: 
- Lei escrita e lei digital: a forma jus scriptum (escrita) predomina, nos dias de hoje, sobre a jus non scriptum (não escrita). Acredita-se que em breve a distribuição e leitura em meio digital predomine sobre o meio impresso.
- Exclusão da ignorância da Lei: princípio geral do Direito Romano, conhecido pela expressão latina "Ignorantia legis neminem excusat", determina que a ignorância da lei é hipótese excluída (não exime de pena). Em contra-partida o Estado oferece:
  - Obrigatoriedade da publicação: a administração pública obedece ao "princípio da publicidade", ou seja, todos os seus atos devem ser publicados.
  - Direito de acesso ao cidadão: o Estado assegura a todo cidadão o acesso à informação, na forma de direito fundamental;
  - Obrigatoriedade da franquia ao acesso: a administração pública deve franquear a consulta às suas publicações.
- Transparência: princípio fundamental tido como meta da administração pública no combate à corrupção.  Reforça a obrigatoriedade de publicação dos atos públicos, criminalizando a prática dos atos secretos injustificados.
- Direito à defesa: o custo da representação (jus representationis) e, mais ainda, da "auto-defesa" (jus postulandi), será tão mais elevado ou dificultado, quanto maior for a dificuldade de acesso às normas. Ambos reforçam, portanto, a responsabilidade do Estado no acesso às normas.

Outros fundamentos, indiretos, também devem ser lembrados:
- Acesso livre: "o livre acesso das pessoas aos atos do governo (...) é um dos princípios republicanos básicos na construção de uma nação. O documento e a informação produzida pelo agente público (...) não pertence a ele nem ao Estado, mas sim ao cidadão"[5]. Essa posição é reforçada pelas instituições signatárias do FALM (Free Access to Law Movement), as quais defendem o acesso gratuito e universal ao Direito, declarando os princípios [6] que regem a informação legislativa e jurídica pública de todos os países. Tal informação, segundo o FALM,
  - forma parte do patrimônio comum da humanidade,
  - é propriedade digital coletiva;
  - (e deve) ser accesível a todos livremente e sem fins lucrativos.

- Inclusão digital: as normas são um patrimônio da sociedade da informação, o acesso às normas deve crescer junto com o acesso às tecnologias da informação. 
  - inclusão do sistema normativo: para participar e tirar vantagem do "mundo digital", os recursos jurídicos devem encontrar-se digitalizados.
  - inclusão do cidadão: a distribuição de normas em meio digital, em particular via Web, além de elevar o potencial da distribuição usual (impressão remota), oferece ao cidadão novos recursos para simplificar a busca, triagem e a leitura de normas.

- Volume crescente de normas: inerentemente cumulativas, diversos são os fatores que apontam para o crescimento contínuo do volume de normas. Simplificação do processo de produção de novas normas, o aumento da população, alargamento do escopo das normas, aumento da complexidade das relações entre pessoas e entre empresas, etc.
  - Demanda por organização: quanto maior o volume, maior a dificuldade de se organizar a informação.
  - Demanda ambiental por redução no uso da forma impressa: Diários Oficiais de grande tiragem, fotocópias de normas, de processos, etc. consomem desnecessariamente grandes volumes de papel. Operadores do Direito têm se empenhado e aprovado iniciativas concretas para a redução do consumo de papel.

## Motivações coordenativas
A comunidade LexML reconheceu a existência de uma série de problemas, comuns aos diversos países, tais como a ausência de um formato único e intercambiável para as normas, ausência mecanismos para reconhecer nomes de normas, e outros. 
Conhecidos como problemas de coordenação ou de uniformização, a sua solução é o consenso em torno do padrão a ser adotado.

### Necessidade de metadados padronizados
Uma vez em meio digital, as normas em si são tidas como dados passíveis de serem armazenados em bancos de dados.  Descritores das normas, tais como data de publicação, ementa, código da norma, etc. são ditos metadados.
Os metadados são utilizados nas ferramentas computacionais de busca, recuperação e organização das normas, e apresentados em sumarizações.
A extração de metadados a partir das normas — através de softwares de reconhecimento e extração de trechos das normas — ou obtenção dos metadados por pessoas especializadas (interpretação e digitação), é um processo que exige investimento. 
A demanda por uniformização, centralização e confiabilidade dos metadados, sem os quais os investimentos se perdem, foi uma das motivações do LexML.

### Necessidade de identificadores únicos e persistentes
Com o advento da Web a maior parte das normas dispostas em meio digital passou a estar também disponível em um endereço URL. O acesso efetivo à norma, todavia, só pode ser assegurada quando a persistência do URL é também assegurada. Um CD, por exemplo, contendo um link para uma norma, deve permitir que usuário percorra o  web link tanto no dia do lançamento do CD como em consultas posteriores, anos depois.  
É um problema técnico: não existe como garantir a persistência de URLs. A solução  adotada pelo LexML passa por duas implementações importantes:
1. definição de um identificador único e não-ambíguo (nome uniforme) para todas as normas, através de um padrão Web conhecido como URN.
2. concentrar  a demanda por persistência em apenas um único URL, onde o serviço de conversão de nomes uniformes em URLs é realizado (URL persistente para o "Resolvedor URN"), podendo ainda agregar nas mesma URL-base o buscador de normas (Portal LexML).

O "CD de normas" exemplifica a importância de um URL único e persistente: com links apontando não diretamente para o URL da norma mas para o URL do Resolvedor URN, podemos garantir que haverá acesso à norma esperada mesmo uma década depois de gravado o CD.

## Demandas práticas
As iniciativas do LexML possuem diversas motivações, que se justificam principalmente pelas demandas práticas.  As ênfases nas diferentes motivações variam conforme o local.

### Disposição das normas em meio digital
O vasto conjunto de normas jurídicas existentes em cada país é constituído por uma grande parcela de documentos oficiais originados em meio impresso, e muitas das normas em vigor são de uma época anterior à máquina de escrever eletrônica. 
Os processos de produção em meio digital (redação e revisão dos documentos no computador) estão ainda, em muitos locais, em construção. A demanda por assinaturas e registros em papel, exige que o processo digital seja interrompido em diversos pontos, o documento digital não é válido como documento oficial, e surgem dificuldades para se comprovar que é uma cópia válida do oficial impresso.
A conversão, através de OCR ou digitação, dos documentos oficiais impressos para meio digital, é também um processo parcialmente adotado, e em geral disperso e sem padronização.
Processos não-padronizados criam produtos com formato e confiabilidade diversas, dificultando a uniformização. A disposição em meio digital requer portanto incentivo e padronização.

### Distribuição na Web e outros meios
Normas em meio digital tornam muito mais simples a manipulação dos textos normativos, ainda assim, o potencial de cópia, de impressão distribuída, e de uso de meios tais como distribuição via CDs e DVDs, não garantem a difusão necessária das normas jurídicas. 
Há consenso na comunidade LexML de que o principal meio de distribuição é a Web: toda norma deve estar permanentemente acessível como recurso de um endereço URL. 

### Recuperação da informação
Recuperar normas, para ler ou copiar os documentos desejados; ou recuperar metadados, para verificar se uma norma está vigente ou se citações a ela são consistentes. São diversos os exemplos.
Normas e seus metadados podem ser obtidos através de sistemas de recuperação de informação, gerais, utilizados pelo cidadão, ou especializados, utilizados por operadores do Direito. Estes sistemas proporcionam o arcabouço, prático e teórico, que estabelece metas e funcionalidades nas iniciativas LexML.
As principais medidas objetivas para aferição da qualidade de um sistema de recuperação da informação, são os índices conhecidos como "precisão e abrangência". A seleção das melhores estratégias e tecnologias em buscadores de normas (portais LexML) se dá através da maximização destes índices. Entre as estratégias assim obtidas estão a uniformização e a centralização de metadados, conseguidas através das iniciativas de padronização na comunidade LexML.

### Conversão de textos em hipertextos
O texto normativo jurídico é, por excelência, um texto repleto de remissões intra-documentais e extra-documentais. Exemplos:
- intra: "este Decreto", "o artigo acima", "conforme alínea a do item III".
- extra: "o Decreto 234 de 2004", "o artigo  6º da Lei Federal 11.705", "conforme alínea b do item LXXII do artigo  5º da Constituição".

Estas remissões podem ser convertidas em links, por exemplo "conforme alínea b do item LXXII do artigo  5º da Constituição". 
Efetuando-se sistematicamente estas operações de adição de links ao texto comum, ele se torna um hipertexto. O conteúdo normativo pode ser melhor lido e mais rapidamente compreendido através do hipertexto.
O processo de conversão automática e/ou assistida de textos estruturados para hipertextos já é explorado desde a década de 1990. 
No Brasil o primeiro software de conversão de texto em hipertexto foi apresentado em 1997.
A conversão de normas estatutárias é factível e apresenta alto grau de automação: é uma das metas nas iniciativas LexML.

## Principais soluções e resultados esperados
As iniciativas LexML têm como meta solucionar ou minimizar diversos dos problemas apresentados nas motivações acima, assim como criar novas ferramentas e novas demandas. 
- Portal de busca centralizada: portais LexML, no papel de "Google das normas" dos respectivos países.
- Padronização dos esquemas URN LexML: regras para a representação de nomes uniformes para as normas, baseados apenas em um conjunto mímimo de metadados (portanto independentes de verificação externa). Atualmente já se encontra padronizado o prefixo urn:lex:, do qual são signatários os participantes do LexML.
- Uso do XML como formato-base dos textos normativos (representação full-text das normas);
- Padronização da expressão de metadados em XML: presente nos esquemas para OAI-PMH e full-text das normas.
- Padronização dos identificadores de fragmentos: possibilidade de extensão das URNs na citação de trechos (seções, capíputos, anexos, artigos, itens, parágrafos, etc.).

Além destes, através da troca de experiências, discussão e união de esforços, são desenvolvidos softwares (parsers, resolvers, etc.) dedicados aos padrões fixados.
Resultados esperados com a adoção dos padrões e convenções LexML de cada país:
- Interoperabilidade: efetividade na troca entre documentos e seus metadados (XML) e nas referências a documentos (URN).
- Acessibilidade: normas e metadados padronizados em meio digital tornam viáveis e mais eficazes as ferramentas de busca e recuperação de normas.
- Organização: bancos de dados e outros recursos se tornam mais eficazes, e seus itens relacionáveis, através dos padrões LexML.
- Menor dispersão da cadeia produtiva: desde a redação de projetos de normas, à publicação das normas, ferramentas e procedimentos podem ser unificados através dos padrões LexML.

## Principais iniciativas
Além das iniciativas de consenso, a serem realizadas conjuntamente, diversas convenções dependem das peculiaridades de cada país, sendo fixadas  como padrões e soluções locais. Projetos pontuais, tais como Boer et al
, também têm feito uso ou contribuído para o LexML.

### Brasil
O Projeto LexML-BR, iniciado em 2006, teve o LexML-IT como referência. Em 30 de junho de 2009 teve o seu lançamento oficial.
Trata-se de uma iniciativa conjunta de diversos órgãos da administração pública federal, a partir de representantes institucionais de órgãos dos poderes Legislativo, Executivo e Judiciário do Brasil, integrantes da Comunidade TI Controle.
A iniciativa já implantou: 
- Padronizações e recomendações:
  - padronização do XML-Schema de full-text das normas;
  - padrão URN lex para referência e identificação de normas;
  - protocolo OAI-PMH para alimentação do portal.
- Portal para a busca de normas (base com mais de 1 milhão de registros);
- Endereço persistente (PURL) para o resolvedor de URNs.
- Soluções de apoio à digitalização e organização mais específicas.

### Itália
É uma inciativa do CIRSFID, "Research Centre of History of Law, Philosophy and Sociology of Law and Computer Science and Law" da Universidade de Bolonia, que inclui também: 
- CNIPA (National Center of Information Technology for the Public Administration - www.cnipa.it),
- FTI (Forum of Information Technology - www.forumti.it), e
- ITTIG (Institute of Legal Information Theory and Techniques - www.ittig.cnr.it)

os quais são institutos líderes na aplição de XML no âmbito legal, e participam do projeto "NormeInRete". 
A iniciativa já implantou:
- www.normeInRete.it (antigo www.nir.it) 
  - Portal para a busca de normas;
  - Endereço persistente (PURL) para o resolvedor de URNs.
- padrão URN lex para referência e nomenclatura de normas.
- protocolo para alimentação do portal.